# Bathynomus
Bathynomus – rodzaj skorupiaków z rzędu równonogów (Isopoda). Przedstawiciele gatunku B. giganteus są największymi znanymi równonogami. Są przykładem gigantyzmu głębokomorskiego.
Występowanieprzedstawiciele rodzaju Bathynomus żyją w oceanach na głębokości od 170 do 2140 m.
Budowaprzeciętna długość od 19 do 36 cm, maksymalna długość 76 cm, masa do 1,7 kg. Pokrojem ciała przypominają stonogę – mają grzbietowo-brzusznie spłaszczone ciało, przykryte masywnym pancerzem. Pancerz pierwszego segmentu tułowia zlany jest z pancerzem głowy. Na głowie występują narządy zmysłów – para złożonych oczu i dwie pary czułków. 7 par odnóży tułowiowych (pereiopodia), z czego pierwsze dwie przekształcone są w szczękonóża, służące jako część aparatu gębowego. 5 par odnóży odwłokowych (pleopodia) służy do wymiany gazowej.
Tryb życiapadlinożercy w głębokomorskich bentonicznych środowiskach. Ze względu na niewielkie ilości pokarmu dostępne w ich środowisku są w stanie wytrzymać głodzone do ośmiu tygodni. Zaatakowane potrafią zwinąć się w kulkę, podobnie jak ich lądowi krewni.